# Paul von Eisenhart-Rothe
Emil Ferdinand Friedrich Paul von Eisenhart-Rothe (* 5. April 1857 in Lietzow bei Plathe, Pommern; † 1. März 1923 in Berlin) war ein königlich preußischer Provinzialbeamter und Landwirtschaftsminister.

## Leben
Er entstammte dem märkischen Adelsgeschlecht derer von Eisenhart-Rothe und war der Sohn des Landschaftsdirektors und Gutsbesitzers Ferdinand von Eisenhart Rothe (1815–1880). Ferdinand und seine zwei Brüder erhielten durch Allerhöchste Kabinettsorder am 18. Februar 1835 in Berlin die preußische Genehmigung zur Annahme des Namens „von Eisenhart Rothe“ in der Namensform ohne Bindestrich, nach ihrer Mutter Helene von Rothe (1788–1846).
Nach dem Studium der Rechtswissenschaften wurde er 1878 Gerichtsreferendar, 1881 Regierungsreferendar, 1885 Regierungsassessor und Hilfsarbeiter bei der Verwaltung der Provinz Pommern in Stettin. 1886 wurde er zum Landesrat der Provinz gewählt. Von 1898 bis 1917 war er Landeshauptmann des Provinzialverbands Pommern. 1907 gehörte er zum Gefolge Kaiser Wilhelms II. bei dessen Besuch auf Highcliffe Castle. 1911 wurde er Rechtsritter des Johanniterordens.
Am 5. August 1917 wurde er zum Minister für Landwirtschaft, Domänen und Forsten und Bevollmächtigten zum Bundesrat im Preußischen Staatsministerium ernannt. Seine Amtszeit endete am 13. November 1918 in der Novemberrevolution. Er war zudem Oberleutnant a. D.
Eisenhart-Rothe heiratete am 15. Oktober 1885 auf Gut Stölitz, Landkreis Greifenberg i. Pom., seine Cousine Marie von Loeper (* 17. Juni 1862 auf Gut Stölitz; † nach 1933), die Tochter des königlich preußischen Justizrats und Stadtrats Hermann von Loeper, Gutsherrn auf Stölitz, und der Marie von Arnim. Das Ehepaar hatte zwei Töchter, Marie (* 1890) und Helene (* 1891).
Paul von Eisenhart-Rothe starb 1923 im Alter von 65 Jahren in Berlin. Beigesetzt wurde er auf dem Kaiser-Wilhelm-Gedächtnis-Friedhof in Westend. Das Grab ist nicht erhalten.
Georg von Eisenhart-Rothe war sein Bruder, ebenso Hans von Eisenhart-Rothe. Der Bruder Lukas von Eisenhart-Rothe (1859–1924) wurde Landrat, Sigismund von Eisenhart-Rothe (1860–1918) Oberst.